# Regionalwahl in Sizilien 2022
Die Regionalwahl in Sizilien 2022 fand am 25. September statt; die Assemblea Regionale Siciliana und der Präsident der Region wurden gleichzeitig gewählt.

## Wahlergebnis
| Kandidaten                                          | Kandidaten             | Stimmen   | %    | Listen                                       | Stimmen   | %    | Mandate |
| --------------------------------------------------- | ---------------------- | --------- | ---- | -------------------------------------------- | --------- | ---- | ------- |
|                                                     | Renato Schifanigewählt | 887.215   | 42,1 | Fratelli d’Italia                            | 282.345   | 15,1 | 11      |
| Forza Italia                                        | Renato Schifanigewählt | 887.215   | 42,1 | 275.736                                      | 14,7      | 11   |         |
| Prima l'Italia – Lega Salvini Premier               | Renato Schifanigewählt | 887.215   | 42,1 | 127.454                                      | 6,8       | 4    |         |
| Popolari e Autonomisti                              | Renato Schifanigewählt | 887.215   | 42,1 | 127.096                                      | 6,8       | 3    |         |
| Democrazia Cristiana                                | Renato Schifanigewählt | 887.215   | 42,1 | 121.691                                      | 6,5       | 4    |         |
| Mandate der Listengruppe                            | Renato Schifanigewählt | 887.215   | 42,1 | –                                            | –         | 7    |         |
| ↳ Gesamt                                            | Renato Schifanigewählt | 887.215   | 42,1 | 934.322                                      | 50,0      | 40   |         |
|                                                     | Cateno De Luca         | 505.386   | 24,0 | De Luca Sindaco di Sicilia – Sud chiama Nord | 254.453   | 13,6 | 7       |
| Sicilia Vera                                        | Cateno De Luca         | 505.386   | 24,0 | 50.877                                       | 2,7       | –    |         |
| Orgoglio Siculo con Cateno                          | Cateno De Luca         | 505.386   | 24,0 | 18.165                                       | 1,0       | –    |         |
| Terra d'Amuri                                       | Cateno De Luca         | 505.386   | 24,0 | 3.390                                        | 0,2       | –    |         |
| Giovani Siciliani                                   | Cateno De Luca         | 505.386   | 24,0 | 3.042                                        | 0,2       | –    |         |
| Autonomia Siciliana                                 | Cateno De Luca         | 505.386   | 24,0 | 2.987                                        | 0,2       | –    |         |
| Impresa Sicilia                                     | Cateno De Luca         | 505.386   | 24,0 | 2.702                                        | 0,1       | –    |         |
| Lavoro in Sicilia                                   | Cateno De Luca         | 505.386   | 24,0 | 1.793                                        | 0,1       | –    |         |
| Basta Mafie                                         | Cateno De Luca         | 505.386   | 24,0 | 1.356                                        | 0,1       | –    |         |
| Nicht gewählte Direktkandidat                       | Cateno De Luca         | 505.386   | 24,0 | –                                            | –         | 1    |         |
| ↳ Gesamt                                            | Cateno De Luca         | 505.386   | 24,0 | 338.765                                      | 18,1      | 8    |         |
|                                                     | Caterina Chinnici      | 341.252   | 16,2 | Partito Democratico                          | 238.761   | 12,8 | 11      |
| Cento Passi per la Sicilia (Articolo Uno – SI – EV) | Caterina Chinnici      | 341.252   | 16,2 | 55.599                                       | 3,0       | –    |         |
| ↳ Gesamt                                            | Caterina Chinnici      | 341.252   | 16,2 | 294.360                                      | 15,7      | 11   |         |
|                                                     | Nuccio di Paola        | 321.142   | 15,2 | Movimento 5 Stelle                           | 254.974   | 13,6 | 11      |
|                                                     | Gaetano Armao          | 43.835    | 2,1  | Azione – Italia Viva                         | 39.788    | 2,1  | –       |
|                                                     | Eliana Esposito        | 10.973    | 0,5  | Siciliani Liberi                             | 7.654     | 0,4  | –       |
| Gesamt                                              | Gesamt                 | 2.109.803 | 100  |                                              | 1.869.863 | 100  | 70      |